# Heinrich Halbisen
Heinrich Halbisen (* um 1390 in Basel; † vor dem 24. August 1451 vermutlich in Basel) war ein Basler Geschäftsmann und Politiker und Begründer der Papierfabrikation in Basel.

## Leben
Heinrich Halbisen war ab 1426 Mitglied des Kleinen Rats und 1435–1436 Zunftmeister der Safranzunft in Basel. Er war Mitinhaber der international tätigen Halbisen-Gesellschaft. Zur Zeit des Basler Konzils richtete er am Riehenteich in Kleinbasel in einer 1433 erworbenen Mühle die erste Papiermühle in Basel ein, die 1440 erstmals ausdrücklich erwähnt wird. Später verlegte er die Produktion an den St. Alban-Teich im St. Alban-Tal in Grossbasel.
Sein Sohn Heinrich Halbisen der Jüngere (um 1426 bis um 1480/1482) führte die Handels- und Gewerbetätigkeit seines Vaters weiter, bis er sich um 1470 von den Geschäften zurückzog, das Basler Bürgerrecht aufgab und mit seiner Familie das Weiherschloss Klybeck ausserhalb Kleinbasels bezog.